# Império Tu'i Tonga
```
   |-
       |
Erro:
:  
valor não especificado para "
nome_comum
"
```

O Império Tu'i Tonga ou Império Marítimo de Tonga foi um poderoso império na Oceania, centrado em Tonga, na ilha de Tongatapu, e com capital em Mu'a. No seu auge, o império estendia-se de Niue até Tikopia, incluindo Samoa, Uvéa, Futuna e parte do atual Tuvalu, e teve uma esfera de influência mais extensa.
O império começou a formar-se por volta de 950, depois do declínio de Tu'i Manu'a, na Samoa, e de Tu'i Pulotu, em Fiji. Foi contemporâneo do Império da Micronésia, com base em Yap.

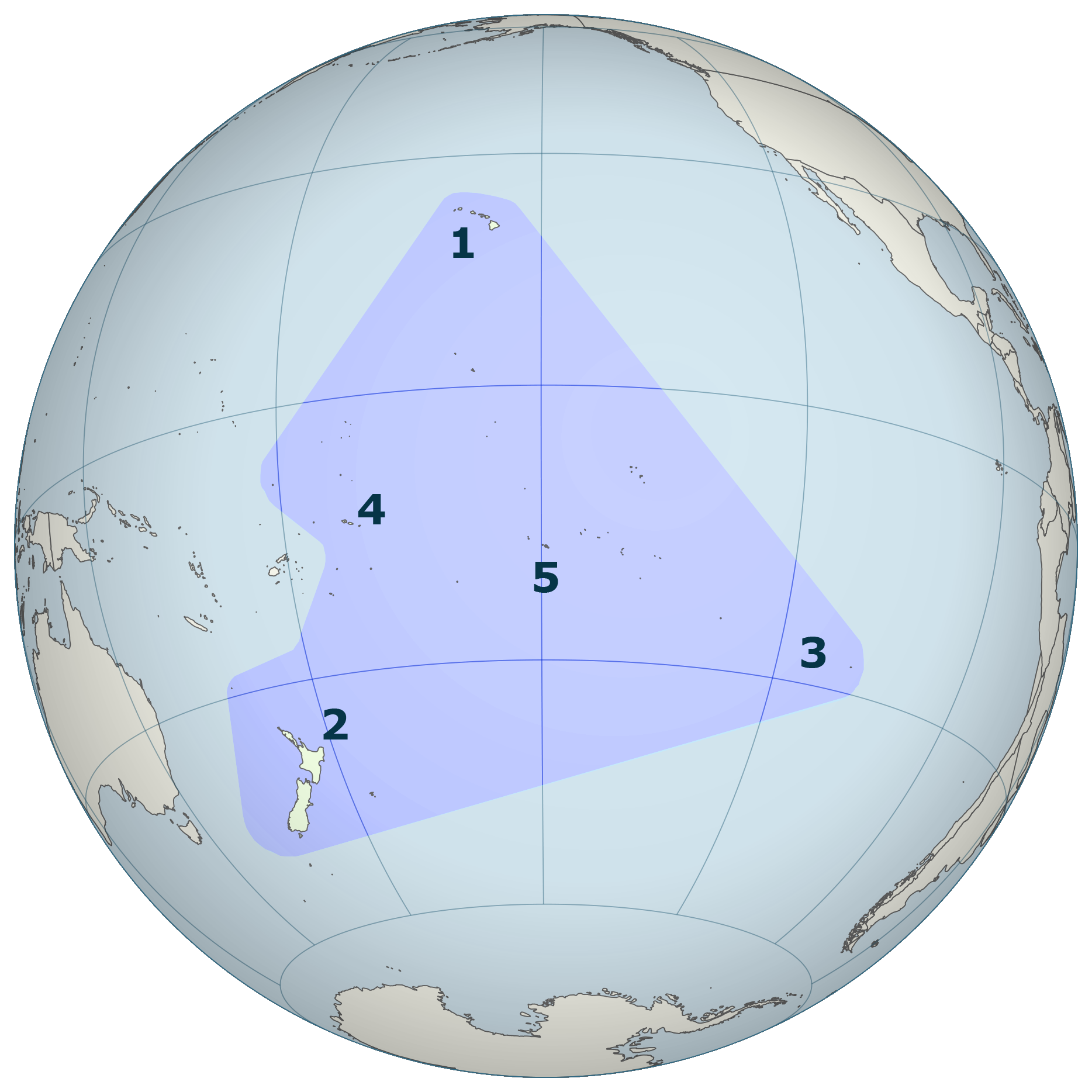
Mapa da Polinésia.

O império « conseguiu a ocupação progressiva da maioria das ilhas da Polinésia ocidental, com a imposição de governantes tonguianos e novos chefes ».
Certos Tu’i Tonga estabeleceram-se assim em Samoa para a governar diretamente. Muitos reis tonguianos tomaram por esposas várias mulheres da alta nobreza samoana.